# 周礼站 (韩国铁道公社)
周禮站（：／ Jurye yeok */?）是位于韩国釜山沙上区周禮洞的一个铁路车站，属于伽倻线。

## 历史
- 1989年8月16日：落成使用。
- 2014年1月24日：廢站。

## 车站周边
- 韓國東西大學
- 釜山都市铁道2号线周礼站

## 相鄰車站
韓國鐵道公社
伽倻線
沙上－周禮－伽倻